# Nội thân vương

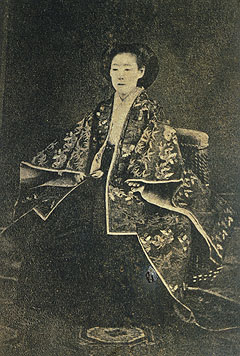
Ảnh chụp chân dung của Hòa Cung Thân Tử Nội Thân vương.

Nội Thân vương (chữ Hán: 内親王), romaji là Naishinnō (ないしんのう), Uchinomiko (うちのみこ) hoặc Himemiko (ひめみこ) là một tước vị dành cho Hoàng nữ Nhật Bản.

## Khái niệm
Từ thời Nara, căn cứ theo "Đại Bảo lệnh" của Thiên hoàng Monmu, các Hoàng tử được phong danh vị Thân vương (親王), thì tương ứng các Hoàng nữ được phong danh vị 「Nội Thân vương」.
Cần lưu ý rằng, đây là một tước vị của một Hoàng nữ trong Hoàng thất Nhật Bản, tức là khi sinh ra thì chưa chắc vị Hoàng nữ đó sẽ được ngay lập tức gọi là Nội Thân vương, mà phải qua quyết định tuyên sách của Thiên hoàng, sau đó vị Hoàng nữ ấy mới có thể được gọi theo tước vị này. Đấy gọi là hình thức「Nội Thân vương tuyên hạ; 內親王宣下」. Còn không, các con gái Thiên hoàng chỉ được gọi theo ấu danh và danh vị "Hoàng nữ" mà thôi.

## Lịch sử
Từ khi được áp dụng làm một tước vị, danh vị "Nội Thân vương" không phải chỉ mang tính mỹ danh như hiện nay, mà đó là một danh hiệu kèm theo thực ấp, điền trang, thậm chí lãnh địa cát cứ riêng, có thể hoàn toàn tạo dựng thế lực riêng và lãnh địa tương đối độc lập tại Nhật Bản. Theo truyền thống, các Hoàng nữ thường không chọn gả cho người địa vị thấp hơn mình mà gả cho Hoàng tử Tông thân, thế nhưng họ hoàn toàn không cần phải xuất giá mà có thể sống độc thân cả đời để ung dung tự tại giữ danh vị "Nội Thân vương" và hưởng quyền lợi chính trị, như trường hợp Chương Tử Nội Thân vương, con gái Thiên hoàng Toba và Hoàng hậu Fujiwara no Nariko.
Từ thời Kamakura, do Mạc phủ Kamakura nổi dậy mà địa vị của hoàng gia bị giảm, do vậy rất ít Hoàng nữ đạt được phong hiệu Nội Thân vương có thực tế quyền lực, nên tạo ra hình trạng các Hoàng nữ xuất giá, hòng có được danh hiệu 「Nữ viện; 女院」 để duy trì sinh hoạt cơ bản. Mà cho dù có thể được phong Nội Thân vương, lựa chọn không kết hôn, họ đều phải trông chờ những người bảo hộ có thực lực (thường là Thiên hoàng, mẹ đẻ hoặc mẹ dưỡng), nhưng tình thế cũng rất mong manh vì một khi những người này mất đi thì tài sản và sinh hoạt phí của họ sẽ thành vấn đề nan giải. Để bảo hộ tài sản của chính mình sẽ không bị sung công sau khi mất đi, các Nội Thân vương này sẽ chọn biện pháp thu dưỡng dưỡng nữ, để tài sản của mình vẫn tiếp tục truyền đi các thế hệ sau. Từ khi địa vị Hoàng thất sụp đổ, các Hoàng tử và Hoàng nữ trong một thời gian không thể được phong Thân vương và Nội Thân vương, cao lắm chỉ phong tước "Vương" và "Nữ vương", vốn là những tước vị dành cho con trai và con gái của một Thân vương. Thậm chí từ thời Heian, có hiện tượng 「Thần tịch giáng hạ; 臣籍降下; しんせきこうかShinseki kōka」, địa vị Hoàng tử và Hoàng nữ càng dễ dàng bị tước bỏ hơn bao giờ hết.
Thông thường, danh vị "Nội Thân vương" dùng để phong cho Hoàng nữ là con gái của Hoàng hậu ("Đích xuất Hoàng nữ"), chị em gái hoặc cháu gái trực hệ của đương kim Thiên Hoàng cũng có khả năng. Nếu con gái Nữ ngự được phong, tức gọi 「Hoàng nữ phúc dạng; 皇女腹樣」. Từ thời Minh Trị chấn hưng, tuy thành viên hoàng thất nhánh ngoài bị tuyên giảm, nhưng trực hệ được củng cố, theo đó nữ hệ trong vòng 3 đời của Thiên hoàng đều được thụ phong Nội Thân vương, cho nên hiện tại có thể thấy không chỉ con gái, mà chị em gái, cháu gái cùng chắt gái của Thiên hoàng có thể có tước vị này.

## Hôn nhân
Trong Nhật ngữ, một Nội Thân vương kết hôn gọi là Hàng giá (降嫁), như cuộc hôn nhân của Hòa Cung Thân Tử Nội Thân vương được gọi là 「Hòa Cung hàng giá; 和宮降嫁」.
Trước thời Nara, nếu các Nội Thân vương cả đời không kết hôn, thì cũng sẽ gả cho Hoàng thân trong Hoàng tộc, là Hoàng thái tử đương triều, hoặc các Thân vương có khả năng tức vị. Nếu không còn khả năng thì mới gả cho các hạ thần quan viên.

## Hiện nay
Trong trực hệ của Thiên hoàng Naruhito, trước mắt có 2 vị Nội Thân vương:
- Nội Thân vương Aiko, tức Kính Cung Ái Tử Nội Thân vương (敬宮愛子内親王; Toshi-no-miya Aiko Naishinnō).
- Nội Thân vương Kako, tức Giai Tử Nội Thân vương (佳子内親王; Kako Naishinnō).

Con gái duy nhất của Thượng hoàng Akihito là Kuroda Sayako đã từ bỏ danh vị Hoàng thất năm 2005 để kết hôn, nên bà không được gọi là Nội Thân vương nữa. Cựu phong hiệu của bà là Kỉ Cung Thanh Tử Nội Thân vương (紀宮清子內親王; Nori-no-miya Sayako Naishinnō).
Komuro Mako là con gái cả của Hoàng tự Fumihito và Hoàng tự phi Kiko đã từ bỏ tước vị Hoàng thất năm 2021 sau khi kết hôn với vị hôn phu thường dân, nên cô không được gọi là Nội thân vương nữa. Cựu phong hiệu của cô là Chân Tử Nội Thân vương (眞子内親王; Mako Naishinnō)